# لوسيت برانكوي
لوسيت برانكوي (الاسم العلمي: Lecythis brancoensis) هو نوع من النباتات يتبع جنس اللوسيت من الفصيلة اللوسيتية. تم وصف هذا النوع من النبات علمياً لأول مرة من قبل سكوت أ. موري وراينهارد غوستاف بول كنوث سنة 1981.